# Google for Startups
Google for Startups （以前称为Google for Entrepreneurs ）是Google于2011年推出的创业计划。它由125个国家的50多个联合办公空间和加速器组成，主要為企业家提供培訓课程。Google for Startups還与当地的创业社区合作，合作項目稱為Google Campus。Google允許當地的技术社区使用Google设备以及工具並參加研讨会。 

## 历史
2012年3月，伦敦校区（Campus London）首次在东伦敦推出，随后于2012年 12 月晚些时候設立了特拉维夫校区（Campus Tel Aviv）。 第一个亚洲校区于2015年在韩国首尔开设。  第一个南美校区随后于2016年在巴西圣保罗启动。 
各个校区都會举行活动。企业家或公司可以申请举办这些活动，其中包括关于区块链、物联网、金融科技、机器学习和云计算、數位行銷、产品管理和知识产权、黑客松等主题的研讨会、会议和活動。
有时，谷歌员工會被派去举办研讨会（如销售培训、技术讨论、开创性的哲学思想实验）以及与谷歌相关产品和平台（如谷歌云平台）的会议。
2018年10月，Google for Entrepreneurs 更名为 Google for Startups。 

## 地点

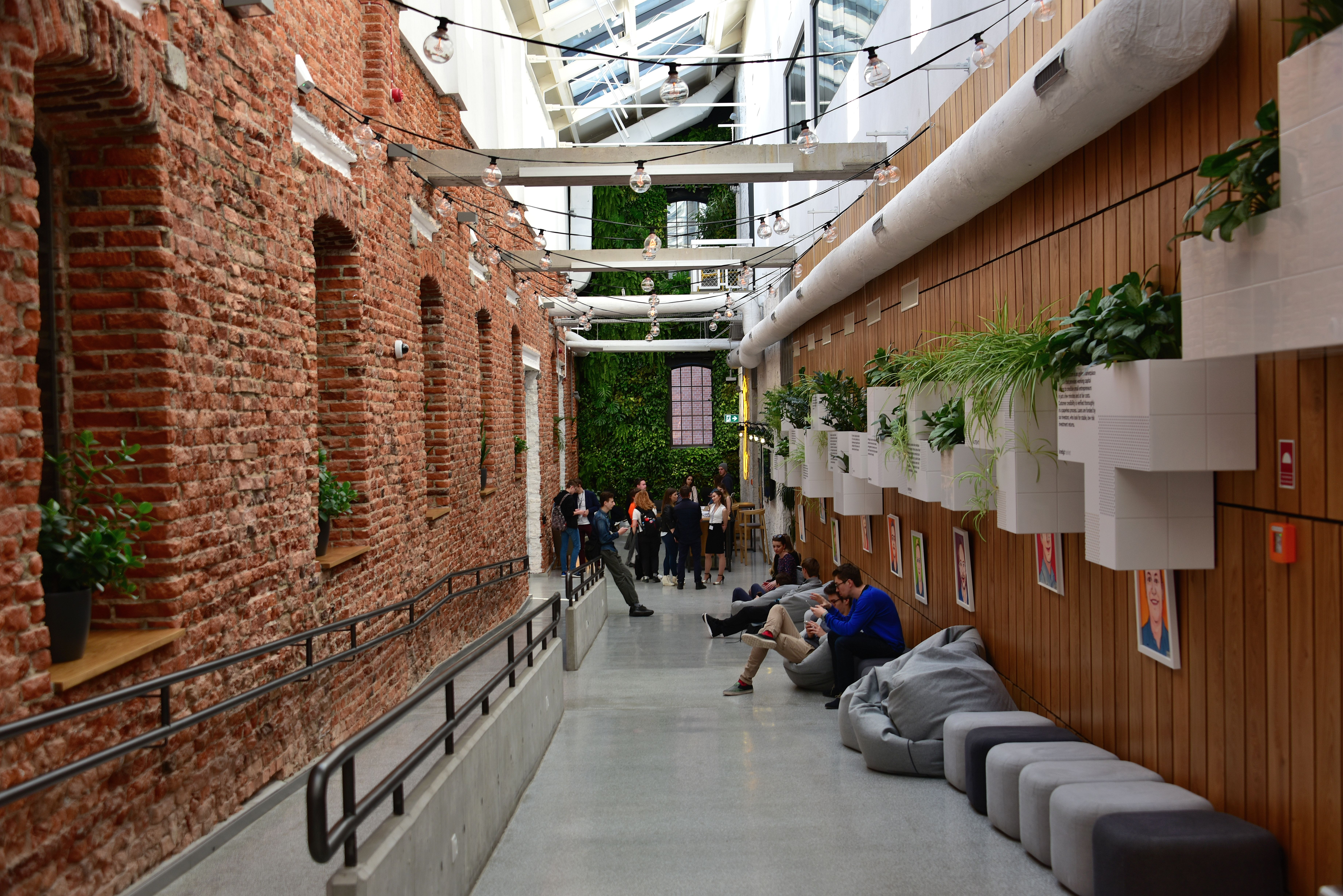
华沙校區的一条走廊

截至2019 年，其校区遍布欧洲、亚洲和南美洲的7个不同城市：
- 伦敦校区
- 特拉维夫校区
- 马德里校区
- 首尔校区
- 华沙区
- 圣保罗校区
- 东京校区

## 柏林校区
2017年，Google计划在德国柏林的克罗伊茨贝格附近开设另一个校区。 这引发了当地居民对该地区绅士化的担忧。 这个问题在2018年9月进一步升级，当时来自柏林的“占领”组织的抗议者暂时占领了建筑工地，据目击者报告，至少有6人被捕。 
一些人批评说，Campus項目產生了太多的轻应用初创公司，而真正具有颠覆性的初创公司鮮有出現。 其他批评還包括谷歌實際上将Campus項目用于营销，而不是真正发展创业社区。  
2018年10月，在当地活动人士的压力下，谷歌放弃了开设柏林校区的计划。 